# Non omnis moriar
 Non omnis moriar  лат. (изговор: нон омнис моријар). Нећу сав умријети. (Хорације)

## Поријекло изрека
Римски лирски пјесник Хорација је рекао: „Нећу сав умријети.“(последњи вијек старе ере).

## Тумачење
Умјетник има дјела. Његова дјела остају послије смрти. Зато он никада не умире „сав“.